# XXXVII secolo a.C.
Il XXXVII secolo a.C. (trentasettesimo secolo avanti Cristo) è il secolo che inizia nell'anno 3700 a.C. e termina nell'anno 3601 a.C. incluso.

## Eventi

### Europa

#### Grecia
- ca. 3650 a.C. - Inizio del Periodo Minoico iniziale (EMI) a Creta (fino al 3000 a.C.)

### Africa

#### Antico Egitto
- c. 3650 a.C. - Inizio del Periodo di Naqada II o Periodo Gerzeano (fino al 3400 a.C.)